# イバダン
イバダン（英語: Ibadan, ヨルバ語: Ìbàdàn）は、ナイジェリアの南西部に位置するオヨ州の州都である。人口約255万人 (2006年)。ラゴス、カノに次いでナイジェリアで3番目に人口が多い都市である。

## 歴史
19世紀、オヨ王国より独立したイバダン王国の首都として発展した。
2024年12月18日、イスラム学校の敷地内で行われたイベントに子供が殺到。群衆事故が発生し、35人が死亡した。

## 地理
イバダンはオヨ州の南東部に位置し、ナイジェリア最大都市のラゴスの北東約119kmにあり、ベナン共和国の国境から東に約120kmにある。標高は150mから275mである。

## 気候
イバダンはケッペンの気候区分でいうサバナ気候に属する。
| イバダンの気候           | イバダンの気候 | イバダンの気候 | イバダンの気候 | イバダンの気候 | イバダンの気候 | イバダンの気候 | イバダンの気候 | イバダンの気候 | イバダンの気候 | イバダンの気候 | イバダンの気候 | イバダンの気候 | イバダンの気候 |
| 月                       | 1月            | 2月            | 3月            | 4月            | 5月            | 6月            | 7月            | 8月            | 9月            | 10月           | 11月           | 12月           | 年             |
| ------------------------ | -------------- | -------------- | -------------- | -------------- | -------------- | -------------- | -------------- | -------------- | -------------- | -------------- | -------------- | -------------- | -------------- |
| 最高気温記録 °C （°F）   | 37.2 (99)      | 38.9 (102)     | 38.3 (100.9)   | 37.2 (99)      | 35.0 (95)      | 33.3 (91.9)    | 31.7 (89.1)    | 31.7 (89.1)    | 35.6 (96.1)    | 33.3 (91.9)    | 33.9 (93)      | 35.6 (96.1)    | 38.9 (102)     |
| 平均最高気温 °C （°F）   | 32.3 (90.1)    | 34.0 (93.2)    | 33.5 (92.3)    | 32.3 (90.1)    | 31.2 (88.2)    | 29.6 (85.3)    | 27.8 (82)      | 27.2 (81)      | 28.5 (83.3)    | 29.7 (85.5)    | 31.3 (88.3)    | 31.9 (89.4)    | 30.8 (87.4)    |
| 日平均気温 °C （°F）     | 25.7 (78.3)    | 26.9 (80.4)    | 26.9 (80.4)    | 26.3 (79.3)    | 25.6 (78.1)    | 25.1 (77.2)    | 23.6 (74.5)    | 23.1 (73.6)    | 23.9 (75)      | 24.3 (75.7)    | 25.6 (78.1)    | 25.5 (77.9)    | 25.2 (77.4)    |
| 平均最低気温 °C （°F）   | 20.9 (69.6)    | 21.9 (71.4)    | 22.5 (72.5)    | 22.0 (71.6)    | 21.7 (71.1)    | 21.6 (70.9)    | 21.2 (70.2)    | 20.7 (69.3)    | 21.8 (71.2)    | 21.7 (71.1)    | 21.6 (70.9)    | 20.7 (69.3)    | 21.5 (70.7)    |
| 最低気温記録 °C （°F）   | 10.0 (50)      | 11.1 (52)      | 15.0 (59)      | 18.3 (64.9)    | 17.8 (64)      | 17.8 (64)      | 16.1 (61)      | 15.6 (60.1)    | 17.2 (63)      | 17.8 (64)      | 15.6 (60.1)    | 11.1 (52)      | 10.0 (50)      |
| 雨量 mm （inch）         | 10 (0.39)      | 25 (0.98)      | 91 (3.58)      | 135 (5.31)     | 152 (5.98)     | 188 (7.4)      | 155 (6.1)      | 86 (3.39)      | 175 (6.89)     | 160 (6.3)      | 46 (1.81)      | 10 (0.39)      | 1,233 (48.54)  |
| 平均降雨日数 （≥0.3 mm） | 1              | 3              | 7              | 9              | 14             | 17             | 15             | 13             | 18             | 18             | 7              | 1              | 123            |
| % 湿度                   | 76             | 73             | 77             | 82             | 85             | 87             | 89             | 88             | 88             | 87             | 83             | 79             | 83             |
| 平均月間日照時間         | 198.4          | 197.8          | 186.0          | 180.0          | 195.3          | 147.0          | 86.8           | 65.1           | 93.0           | 164.3          | 207.0          | 220.1          | 1,940.8        |
| 平均日照時間             | 6.4            | 7.0            | 6.0            | 6.0            | 6.3            | 4.9            | 2.8            | 2.1            | 3.1            | 5.3            | 6.9            | 7.1            | 5.3            |
| 出典：ドイツ気象局       |                |                |                |                |                |                |                |                |                |                |                |                |                |

## 行政区画
11の行政区画(L.G.As)からなる。
1. イバダン・ノース Ibadan North
2. イバダン・ノースイースト Ibadan North-East
3. イバダン・ノースウェスト Ibadan North-West
4. イバダン・サウスイースト Ibadan South-East
5. イバダン・サウスウェスト Ibadan South-West
6. アキニェレ Akinyele
7. エグベダ Egbeda
8. イド Ido
9. ラゲル Lagelu
10. オナアラ Ona Ara
11. オルヨレ Oluyole

## 住民
主な住民はヨルバ人(Yoruba)である。

## 教育
- イバダン大学
- The Polytechnic, Ibadan
- Lead City University (旧称:City University, Ibadan)

## 交通
- 自動車交通においてナイジェリア国内の主要な交通結節点である。
  - 南西方面:ラゴス
  - 南方面:Ijebu Ode、Sagamu
  - 西方面:アベオクタ
  - 北方面:オヨ、オグボモショ、Offa、イロリン
  - 東方面:イフェ、アド・エキティ、オショグボ、Ilesa、アクレ、Okene、Auchi
- イバダン空港
- ラゴスからカノに向かう鉄道の鉄道駅が存在する。2010年代に中国の協力により鉄道の近代化が進められ、2021年にはラゴスとイバダンとの間に新たな鉄道が建設されている。全長約157キロ、設計時速は150km/h[3]。

## 経済
農産物市場があり、主な取り扱い品目として、キャッサバ、ココア（カカオ）、木綿（綿花）、木材（Timber/Lumber）、ゴム（天然ゴム）、パーム油（アブラヤシ）がある。
国際熱帯農業研究所(IITA)の本部が存在する。

## スポーツ
1976年にアフリカンカップウィナーズカップを制したサッカークラブ、シューティングスターズFC（Shooting Stars F.C.）の本拠地である。

## 姉妹都市
- クリーブランド（アメリカ合衆国オハイオ州）

## 出身者
- ボビー・オロゴン - タレント・格闘家
- アンディ・オロゴン - キックボクサー、ボビーの実弟
- シャーデー・アデュ - イギリスのバンド「シャーデー」の女性ボーカル

## ギャラリー

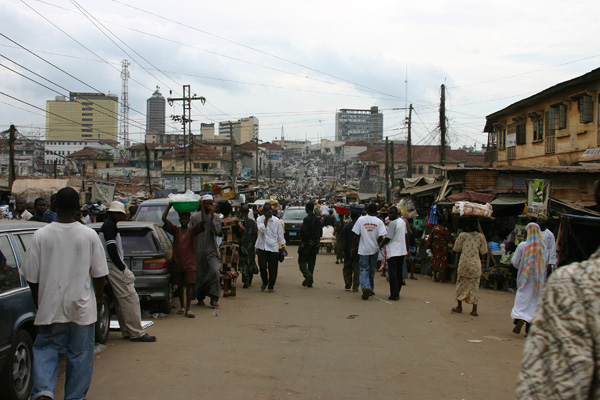
Ibadan street scene
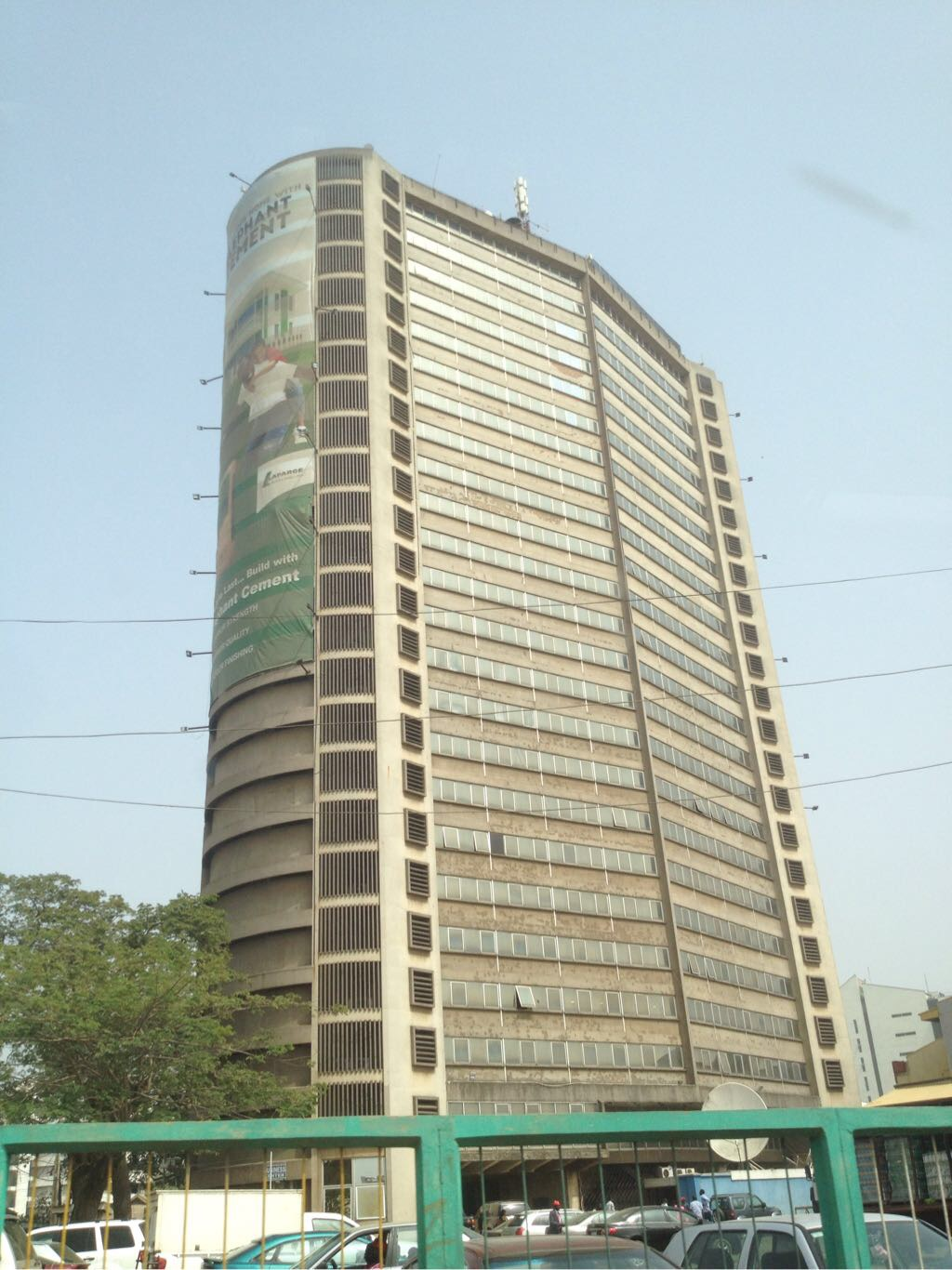
Cocoa House
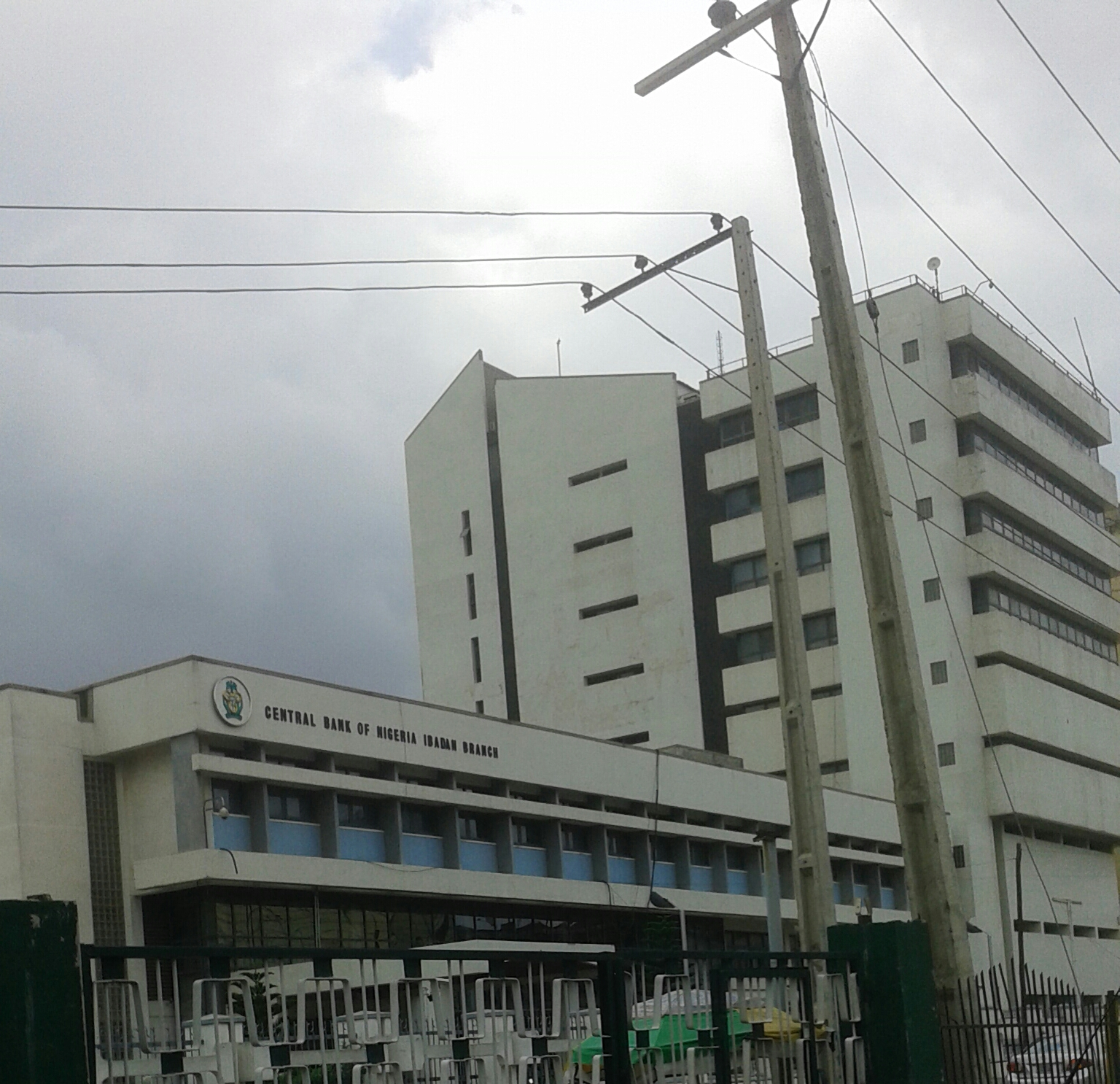
Central Bank Of Nigeria Ibadan branch
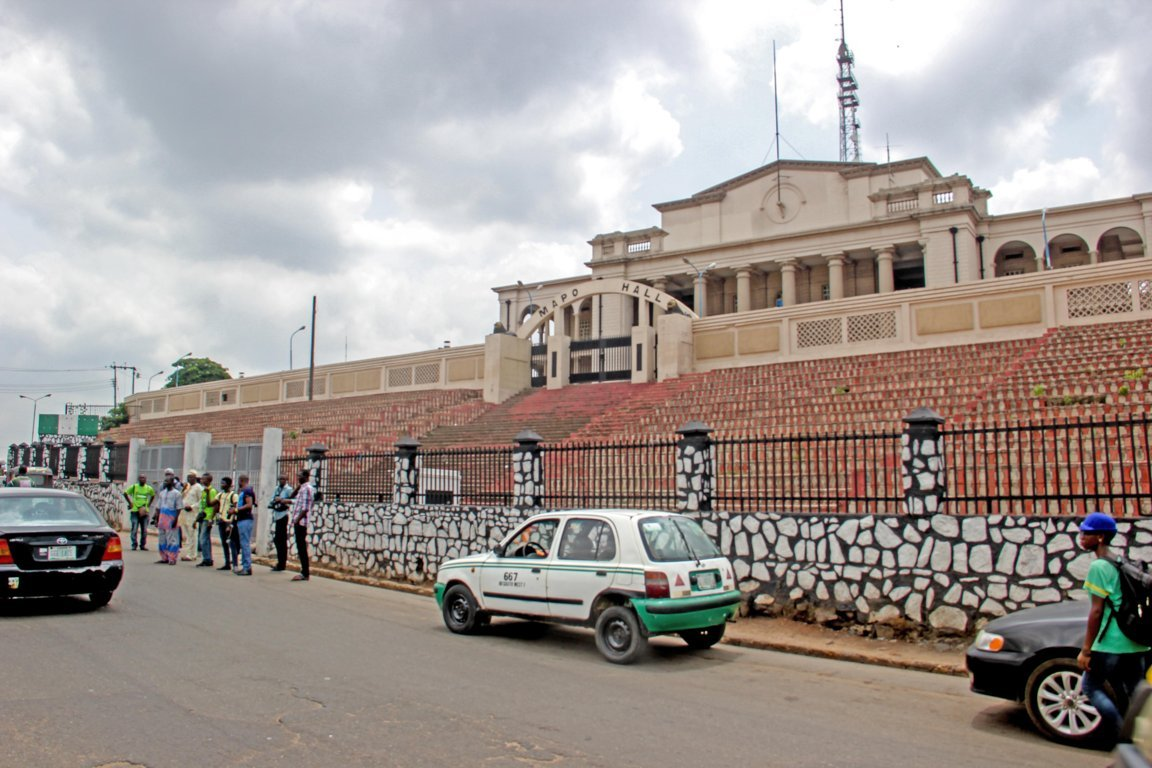
Mapo Hall
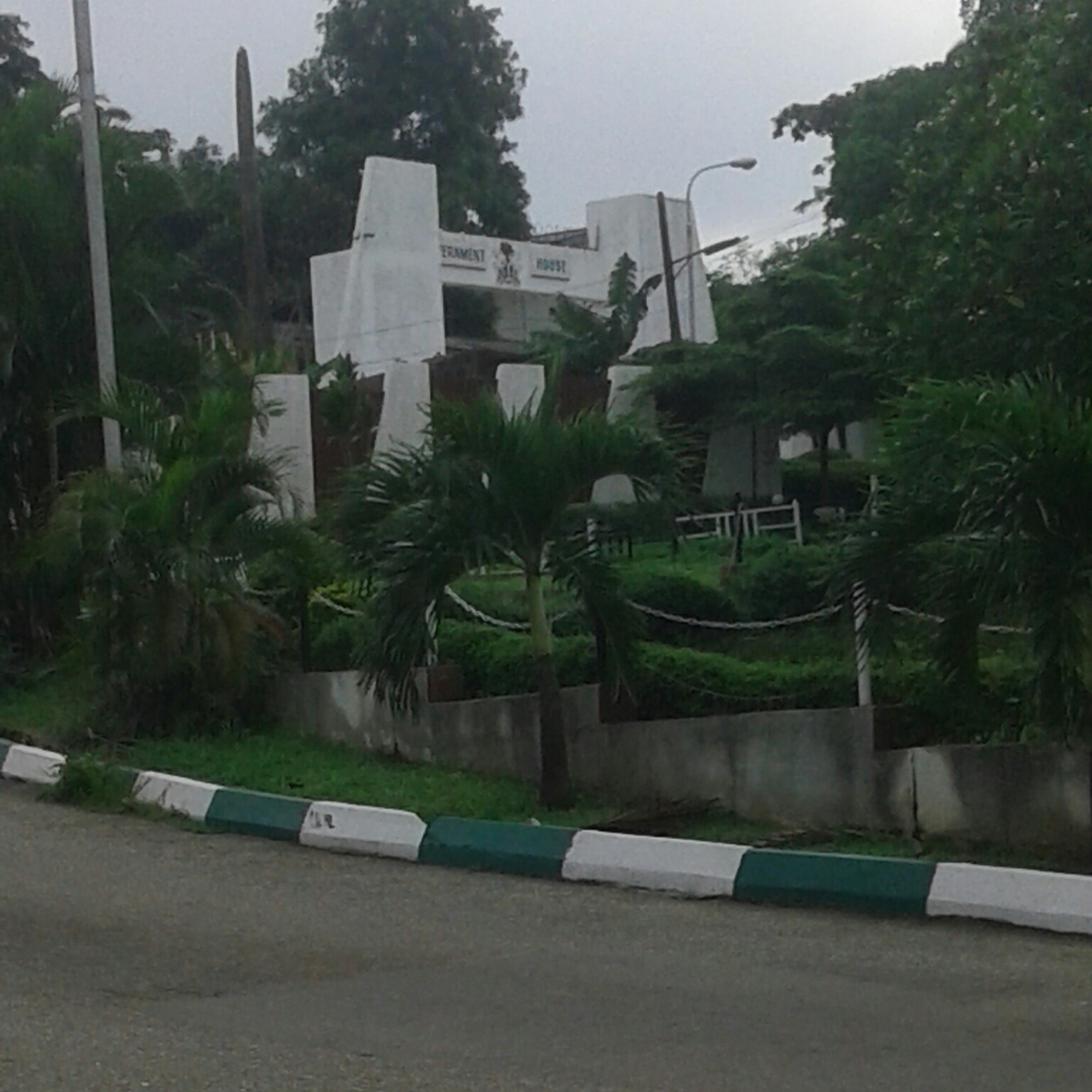
Government house